# Holzhausen (Alta Áustria)
Holzhausen é um município da Áustria localizado no distrito de Wels-Land, no estado de Alta Áustria.